# William Wyatt Bibb
William Wyatt Bibb (ur. 2 października 1781, zm. 10 lipca 1820) – amerykański polityk, jedyny gubernator Terytorium Alabamy i pierwszy późniejszego stanu Alabama. Autor jej oficjalnej pieczęci. Należał do Partii Demokratyczno-Republikańskiej.
Przyszedł na świat w Amelia City w stanie Wirginia.  Jego rodzicami byli William Bibb i jego żona Sally Wyatt Bibb. Przeprowadził się z rodziną do Georgii. Powrócił do rodzinnego stanu, by uczyć się medycyny w College of William and Mary, następnie na Uniwersytecie Pensylwanii. Po studiach, przyjechał do Georgii praktykować zawód lekarza w mieście Petersburg. Tam poślubił Mary Freeman. Miał z nią dwoje dzieci.
W latach 1803–1805 był członkiem Izby Reprezentantów Stanu Georgia z ramienia Partii Demokratyczno-Republikańskiej. Później do Izby Reprezentantów USA dziewiątej kadencji, by uzupełnić miejsce po rezygnacji Thomasa Spaldinga. Trwało to cztery kadencje do 6 listopada 1813 roku. Wtedy został członkiem Senatu USA, by zająć miejsce po rezygnacji Williama H. Crawforda. Odszedł 9 listopada 1816 roku.
Rok później otrzymał fotel gubernatora Terytorium Alabamy. 14 grudnia 1819 r. została przyjęta do USA jako dwudziesty drugi stan. Bibb wygrał wybory na gubernatora otrzymując 8.342 głosów. Jego przeciwnik, Marmaduke Williams, dostał 7.140.
Najważniejszym zadaniem było utworzenie rządu. Pierwszą stolicą została Huntsville, przeniesiona z Cahawba w 1820 r. W późniejszych latach były to kolejno: Tuscaloosa w (1826) i Montgomery w (1846).
Henry Hitchcock został generalnym adwokatem, a Thomas A. Rogers sekretarzem stanu. Pierwsze posiedzenie stanowego parlamentu trwało od 25 października do 25 grudnia 1819 r. Wybrano pierwszych senatorów reprezentujących Alabamę w Senacie USA. Byli to: William R. King i John W. Walker.
10 lipca 1820 William Wyatt Bibb spadł z konia. Zmarł w wyniku obrażeń wewnętrznych.
Jego brat, Thomas Bibb, przejął fotel gubernatora i przewodniczącego stanowego senatu, do 1821, kiedy miała się skończyć kadencja Williama.
Na jego cześć nazwano hrabstwo Bibb w Georgii i w hrabstwo Bibb w Alabamie.